# Hasło jednorazowe
Hasło jednorazowe (ang. one-time password, w skrócie: OTP) – hasło zmieniane po każdym użyciu, stosowane w celu autoryzacji dostępu w systemach teleinformatycznych.
Hasła jednorazowe pozwalają ograniczyć związane ze stosowaniem statycznych haseł zagrożenie podsłuchania lub podejrzenia hasła przez osoby niepowołane i posługiwania się nim bez wiedzy właściciela. Hasło jednorazowe, jak sama nazwa wskazuje, jest wykorzystywane tylko raz i traci ważność po wykorzystaniu.

## Bankowość elektroniczna
W bankowości elektronicznej hasła jednorazowe służą do autoryzowania operacji o podwyższonym stopniu ryzyka, takich jak przelewy. Hasła są tutaj zwykle dostarczane w postaci wydrukowanej listy, zdrapki (dla kilkudziesięciu transakcji naprzód) lub przesyłane SMSem na określony przez właściciela konta numer telefonu komórkowego (dla każdej transakcji oddzielnie).

## Generowanie haseł jednorazowych
Hasła jednorazowe mogą być wartościami losowymi, co wymaga by system przechowywał je po wygenerowaniu i przekazaniu użytkownikowi. Ze względów praktycznych częściej stosuje się hasła generowane i weryfikowane w oparciu o algorytm wykorzystujący kryptograficzne jednokierunkowe funkcje skrótu. Najczęściej spotykane algorytmy generowania haseł jednorazowych to:
- Łańcuch skrótów – hasło jednorazowe (OTP – one time password) {\displaystyle OTP_{n}} jest wyliczane ze wzoru {\displaystyle OTP_{n}=H(OTP_{n-1}),} gdzie {\displaystyle H} jest funkcją skrótu. Hasła są generowane począwszy od {\displaystyle OTP_{0},} które jest wartością losową. Użytkownik korzysta z nich w odwrotnej kolejności (od {\displaystyle OTP_{n}} do {\displaystyle OTP_{0}}), a dzięki własnościom jednokierunkowej funkcji skrótu znajomość hasła {\displaystyle OTP_{n}} nie pozwala podsłuchującemu na poznanie następnego w kolejności hasła {\displaystyle OTP_{n-1}.} Z algorytmu tego, z różnymi modyfikacjami, korzystają systemy haseł jednorazowych S/KEY, OPIE i OTPW[2].
- Synchronizacja czasowa – hasło jednorazowe (TOTP – time-based one time password) {\displaystyle OTP_{t}} jest wyliczane ze wzoru {\displaystyle OTP_{t}=H(s,t),} gdzie {\displaystyle s} jest wartością losową (seed), stałą dla danego użytkownika, a {\displaystyle t} aktualnym czasem GMT mierzonym w krokach minutowych. Dzięki synchronizacji czasowej zarówno użytkownik i serwer mogą wyliczać aktualną wartość hasła, znając tylko wartość {\displaystyle s.} Mechanizm ten jest wykorzystywany m.in. tokenach RSA SecurID[3][4].